# Особняк А. Ф. Беляева
Особня́к Агапита Фёдоровича Беля́ева — здание в стиле модерн, возведённое в 1902—1904 годах архитектором Иваном Бони для Агапита Беляева. После Октябрьской революции строение переоборудовали под резиденцию посла Перу, по состоянию на 2018-й дом занимает посол Южной Кореи.

## Строительство и использование
В 1898 году усадьбу князя Михаила Петровича Волконского на Спиридоновке выкупил статский советник и отоларинголога Агапит Фёдорович Беляев. Вскоре имение сгорело и хозяин задумал возвести на этом месте новый особняк. Исследователи отмечают, что решение он принял под впечатлением от новопостроенного особняка Рябушинского, находившегося неподалёку. Однако не располагая большим бюджетом, Беляев предпочёл более скромный проект в стиле рационального модерна.
Строительство велось под руководством архитектора Ивана Бони, создавшего стилистическую пару дому Рябушинского. В 1902—1904 он возвёл новую усадьбу, которая располагалась на небольшом удалении от красной линии улицы. Дом Беляева навещали его пациенты, среди которых были Фёдор Шаляпин, Александр Южин, Леонид Собинов. После Октябрьской революции здание национализировали и переоборудовали под резиденцию посла Перу, позднее — посла Южной Кореи. В 1995-м здание было признано объектом культурного наследия федерального значения. В 2014—2015 годах в здании проходила историко-культурная экспертиза. По её итогам был подготовлен проект сохранения и реставрации объекта культурного наследия.

## Архитектура
Расположение объёма главного входа и пропорции особняка сходны с городской усадьбой Рябушинского. Асимметрию в композиции дома Беляева создают лестница, ведущая в сад, и массивная открытая терраса в левой части здания. Благодаря громоздким столбам ограды и выпирающему крыльцу строение смотрится монументально. Особняк украшен характерной для модерна облицовочной плиткой. При этом отсутствуют декоративные элементы, свойственные стилю: майоликовые вставки и мозаики. Дом не пострадал во время событий 1917 года и сохранил оригинальные окна. В верхней части они представлены ячейками с выпуклыми стёклами, которые создают в помещениях световые переливы.